# Lynnfield

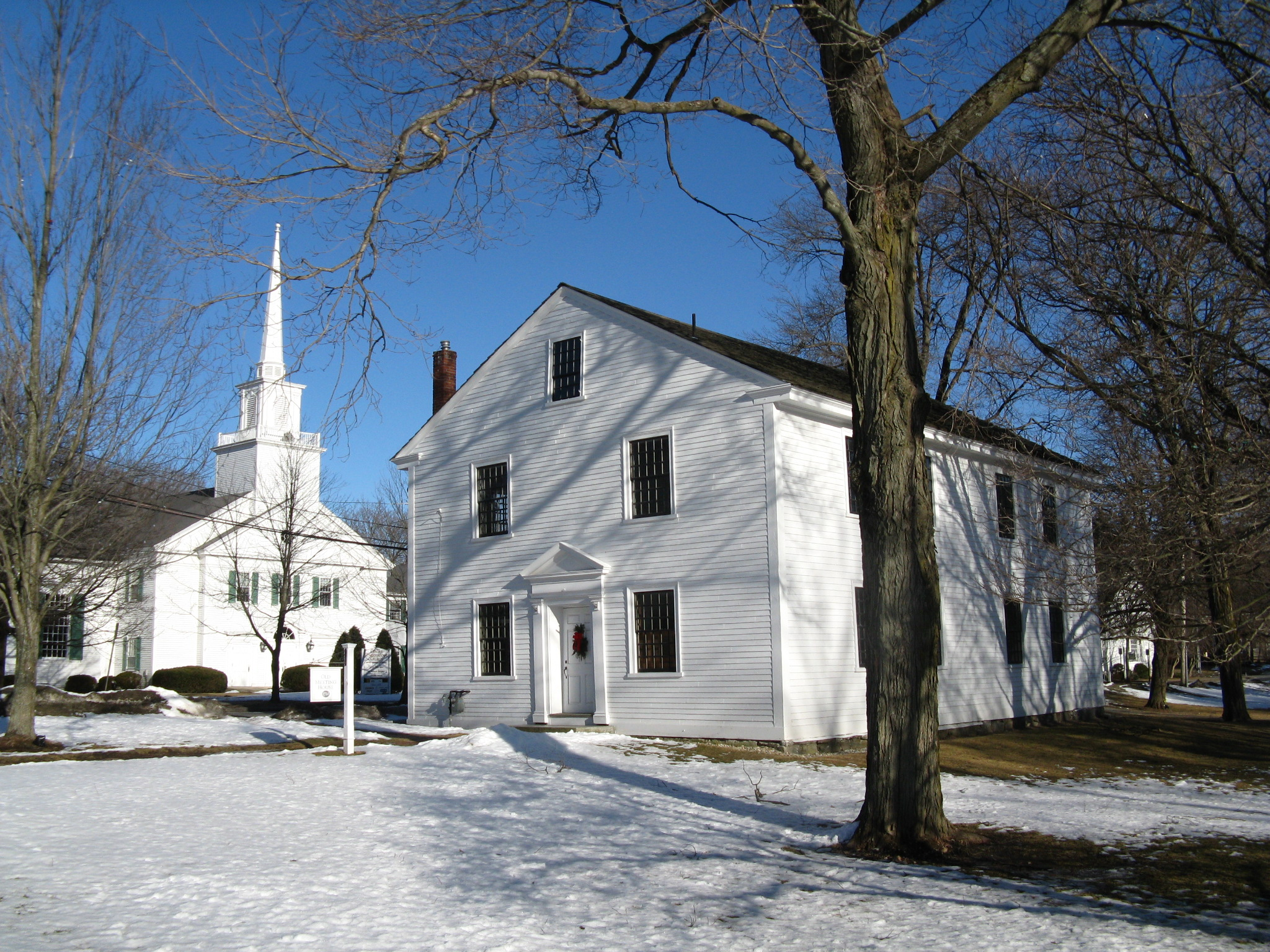

Lynnfield är en kommun (town) i Essex County, Massachusetts, USA, med cirka 11 542 invånare (2000).  Den har enligt United States Census Bureau en area på 27,1 km². 